# 罗约-德尔桑格罗
罗约-德尔桑格罗（義大利語：Roio del Sangro），是意大利基耶蒂省的一个市镇。总面积11平方公里，人口116人，人口密度10.5人/平方公里（2009年）。ISTAT代码为069077。